# Iwan Iwanowitsch Nepljujew

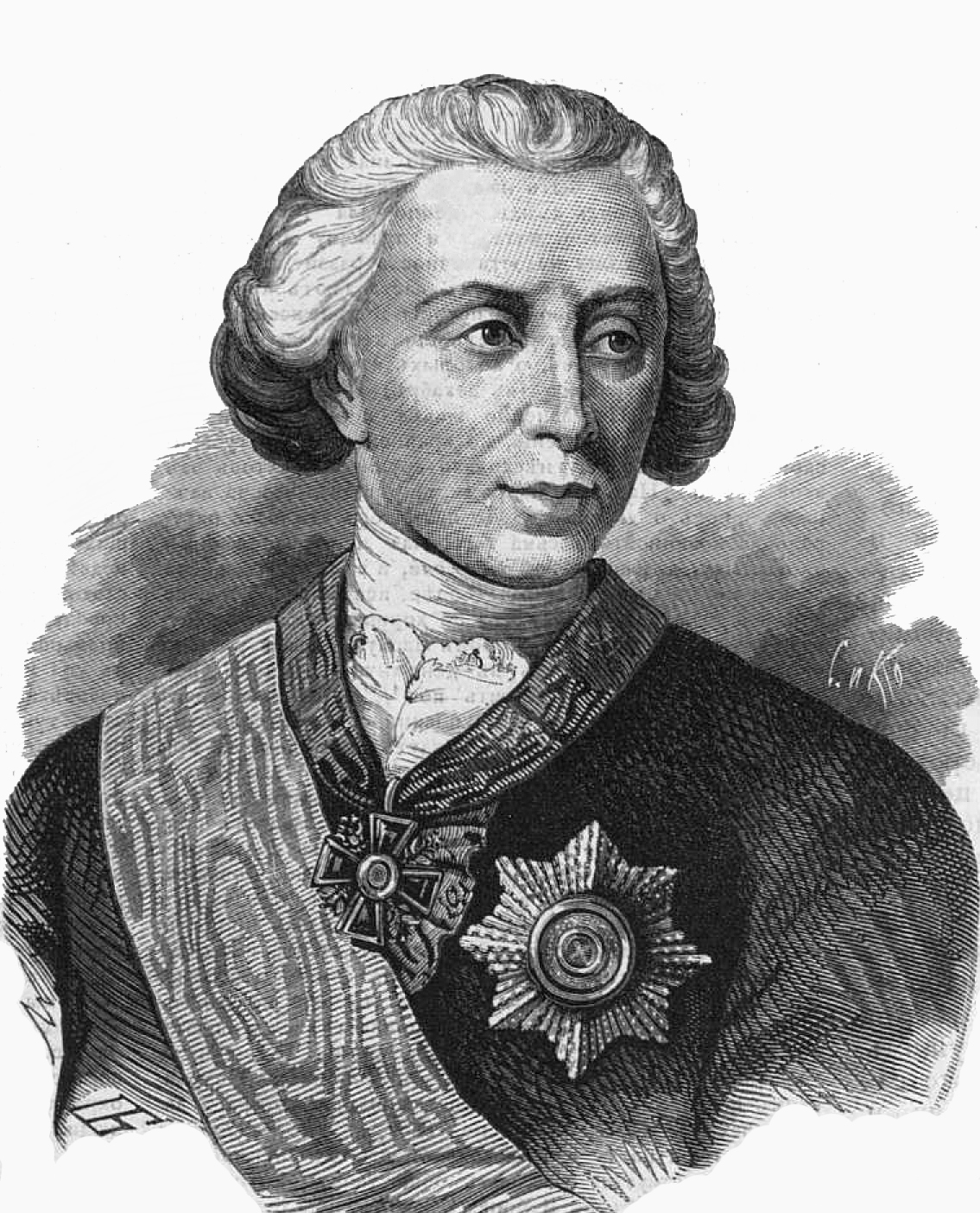
Iwan Iwanowitsch Nepljujew (Pjotr Fjodorowitsch Borel)

Iwan Iwanowitsch Nepljujew (russisch Иван Иванович Неплюев; * 5. Novemberjul. / 15. November 1693greg. auf dem Landsitz Nawolok, Rajon Luga; † 11. Novemberjul. / 22. November 1773greg. in Poddubje, Rajon Luga) war ein russischer Diplomat.

## Leben
Nepljujew war der Sohn des Nowgoroder Grundherrn Iwan Nikititsch Nepljujew (1672–1709) und seiner Frau Fürstin Marfa Petrowna Myschezka (1673–1715). 1711 heiratete er Feodosja Fjodorowna (1695–1740), Nichte des Schiffbauers Iwan Jurjewitsch Tatischtschew. 1715, als er bereits zwei Kinder hatte, wurde er per Ukas von 1714 einberufen zum Studium an der Nowgoroder Schule für Mathematik. Im Juni 1715 wurde er an die Schule für Navigation in Narwa versetzt und drei Monate später an die gerade eröffnete Marine-Akademie in St. Petersburg, an der er 1716 das Studium abschloss. Darauf wurde er als Gardemarin der Revaler Flotte zur weiteren Ausbildung nach Venedig abkommandiert. 1717–1718 nahm er am Venezianischen Türkenkrieg teil. Er setzte seine Ausbildung in Cádiz fort und kehrte 1720 nach St. Petersburg zurück. Dort bestand er in Anwesenheit Peters I. glänzend die Prüfung und wurde als Porutschik der Galeerenflotte Kommandeur aller Schiffe in St. Petersburg.
1721 wurde Nepljujew als Nachfolger Alexei Iwanowitsch Daschkows russischer Gesandter in Konstantinopel. Für seinen Diensteifer wurde er regelmäßig befördert, so dass er schließlich 1730 Schout-bij-nacht entsprechend einem Generalmajor wurde. 1734 wurde er zurückberufen, und Iwan Andrejewitsch Schtscherbatow trat die Nachfolge an. 1737 war Nepljujew an den Verhandlungen zur Beendigung des Russisch-Österreichischen Türkenkrieges in Nemirow beteiligt und dann 1739 an der Vorbereitung des Friedens von Belgrad. 1740 wirkte er an der Festlegung der russisch-türkischen Grenze an Dnjepr und Bug mit. Er erhielt den Alexander-Newski-Orden und wurde Gouverneur des neuen Gouvernements Kiew. Nach dem Tode seiner ersten Frau heiratete er 1741 Anna Iwanowna Panina (1717–1745) aus der Familie der Grafen Nikita Iwanowitsch Panin und Pjotr Iwanowitsch Panin.
Im November 1741 nach dem Regierungsantritt Elisabeths wurde Nepljujew aufgrund einer Denunziation verhaftet und verlor das Amt des Oberkommandierenden Kleinrusslands, den Geheimratsrang (3. Rangklasse), den Alexander-Newski-Orden und die kleinrussischen Ländereien. Bald überzeugte sich Elisabeth von Nepljujews Unschuld, so dass sie ihm Rang, Orden und Ländereien zurückgab und ihn 1741 zum Statthalter der Region Orenburg ernannte, die Gebiete der heutigen Oblast Samara, Oblast Orenburg und Baschkortostans sowie Teile der Region Perm und des westlichen Kasachstans umfasste. Während seiner 16-jährigen Verwaltungstätigkeit gründete er die Stadt Orenburg zur Verteidigung gegen Baschkiren, Kalmücken und Kasachen und baute bis zu 70 Festungen an Samara, Jaik, Ui, Uwelka (Nebenfluss des Ui), Miass und Tobol. Er organisierte die Orenburger Kosakentruppe und verbesserte die Organisation der Jaik-Kosakentruppe. Auch siedelte er Baschkiren, getaufte Kalmücken und andere an und kümmerte sich um den Bau von Schulen und Kirchen. Er förderte Handel und Gewerbe, so dass 28 Kupferhütten und 13 Eisenhütten gegründet wurden. 1743 legte er den endgültigen Ort Orenburgs am Jaik nahe der Mündung der Sakmara fest. Im gleichen Jahr genehmigte ihm der Senat die Einrichtung der zentralen Verwaltung und eines Jahrmarkts in der Festung Tscheljabinsk. 1744 wurde das Gouvernement Orenburg gegründet, dessen Gouverneur Nepljujew war. Den Baschkirenaufstand 1755–1757 konnte er ohne große Verluste niederwerfen und den Anführer Mullah Gabdulla Galijew festnehmen. Zur Feier dieses Erfolges wurden am Jaik-Ufer in Orenburg die Elisabeth-Tore als Tore nach Asien errichtet. 1758 ließ er sich beurlauben. Sein Nachfolger als Orenburger Gouverneur war Afanassi Romanowitsch Dawydow.
1760 wurde Nepljujew zum Senator ernannt, und er wurde Mitglied der Ministerkonferenz (bis 1762). 1761 kaufte er sich eine Datsche in der Ujesd Schlüsselburg, woraus später Otradnoje wurde. Er genoss dann das Vertrauen Katharinas II., die ihm 1762 den Orden des Heiligen Andreas des Erstberufenen verlieh und ihm während ihrer Abwesenheiten von St. Petersburg die Truppen in St. Petersburg und die Aufsicht über den Thronfolger Paul I. anvertraute. Von September 1762 bis Juni 1763 und von Juni 1764 bis Juli 1764 war er Generalgouverneur von St. Petersburg. Danach blieb das Amt unbesetzt.
Auf der Grundlage seiner täglichen Aufzeichnungen verfasste Nepljujew seine Notizen, die erstmals 1823 in den Otetschestwennye Sapiski erschienen und dann 1871 in Leonid Nikolajewitsch Maikows Russki Archiw. Auch beschrieb er selbst sein Leben.
Nepljujew hatte aus seiner ersten Ehe sechs Kinder, von denen nur die beiden jüngsten ihn überlebten.
1994 wurde in Orenburg Nepljujews Büste aufgestellt. In Troizk steht ein großes Denkmal mit seinem Standbild.